# タイムクライシス4
『タイムクライシス4』（TIME CRISIS4）は、バンダイナムコゲームス（後のバンダイナムコアミューズメント）によって製作されたアーケードガンシューティングゲームである。

タイムクライシスシリーズの第4弾にあたり、外伝作品『クライシスゾーン』と『プロジェクトタイタン』を含めれば通算6作品目となる。開発はネクスエンタテインメント。

シリーズ恒例の物陰に隠れて敵の攻撃や障害物を避けるシステムが採用されている。また、日本版ではシリーズ初の日本語音声版が導入された（後述にて二ヶ国語の切り替えが可能）。
2007年12月20日に、様々な追加要素を搭載してPLAYSTATION 3版が発売された。

また、2010年10月21日に発売されたPlayStation 3用のゲームソフト『ビッグスリー ガンシューティング』にアーケードモードが収録され、PlayStation Moveに対応した。

## ゲームシステム

### マルチスクリーンバトル
ゲーム中、所定の場面に到達すると発生する。銃口を矢印方向、画面外へ向けると視界が切り換わり、周囲2～3方向から同時に攻めてくる敵の集団に対応する。

マルチスクリーン中は攻撃を受けてもライフは減らない。代わりにプレイヤーが身を潜めている障害物が破損し、ノルマ達成前に破壊されるとライフを一つ失う。障害物が攻撃を受けているため、隠れても攻撃を避けることはできない。

なお、画面を切り替えるだけでハンドガンはリロードされる。

### ボイス・ナビゲーション
本部からの指令や仲間からのアドバイスがゲーム筺体の専用スピーカーから聞こえてくる。ゲームの操作方法や、有効な武器をアドバイスしてくれる。

### 得点計算の変更点
クリア時間の短さに対するタイムボーナスが大幅に増加し、命中率の高さによるボーナスが新たに追加された。マルチ・スクリーンバトルに失敗した場合、タイムボーナスはなくなる。

### ガンアジャストモード
ペダルを踏み、トリガーを引いた状態でコインを投入すると「こだわり設定モード」が出現する。

ガンコントローラーの反動（ブローバック）の有無の設定や、日本語音声と英語音声の選択が可能。

音声の切り替え機能は日本版のみの要素であり、海外版では英語音声固定となっている。

## PS3版について

### 仕様の変更点
- ライフの表示がアーケード稼働版と異なる[注 1]。
- アーケード稼働版と比べ、筐体の仕様に基づいて一部セリフが変更されている[注 2]。
- アーケード稼働版と比べ、一部セリフが削除されている[注 3]。
- マシンスペックの向上に合わせたグラフィックの高精細化。背景のリテクスチャーやキャラクターの高ポリゴン化が行われている。ダメージを受けた際のエフェクトも新規のものに変更されている。

### フルミッションモード
アーケード本編では語りきれなかった事件の全貌を描く、家庭版オリジナルモード。

登場人物の一人、ラッシュ大尉の行動を追う『ガンコンFPS』ステージと、VSSE側のアーケード版『ガンシューティング』ステージを交互にプレイする。

得点は表示されず、成績に応じてリザルト（結果表示）画面で勲章の数が表示される。

#### ガンコンFPS
主人公は、アーケードモードでVSSEをサポートしていたラッシュ大尉。

ガンコン3の先端および後部に据え付けられたアナログジョイスティックで移動し、トリガーで攻撃するファーストパーソン・シューティングゲーム（FPS）となっている。

ライフは個数制とゲージ制の併用で、敵の攻撃で1本のゲージがなくなったらライフを1個失う。ライフの個数はアイテム取得でしか回復しないが、暫く立ち止まっていればライフゲージは回復する。

武器はハンドガン、マシンガン、ショットガンの他、グレネードランチャー、手榴弾、音波パルス装置が使用可能。特殊武器としてナイフと盾を使用することができる。

### クライシスミッション
VSSEの新人エージェントを主人公とするモード。アメリカ軍と合同で、劇中の事件を元にした模擬弾演習を行う。過去のシリーズで登場したVSSEエージェントがカメオ出演している。

## ストーリー
「アメリカ軍が開発した極秘兵器が、不正取引により欧州のテロ組織『W.O.L.F.』に流出する」という情報が、米軍統合監察部とEU（欧州連合）に届いた。

EUは、国際特殊諜報機関『VSSE』のエージェント2人をアメリカに派遣することを決定、米軍統合監察部との合同捜査に乗り出す。

同部所属の監察官ウィリアム・ラッシュ大尉は、上官のラリー・ガーフィールド中将、デビッド・マクスウェル准将から、事件調査及びVSSE到着前の情報収集を命じられる。

最新鋭情報管制機のオペレーター『ベス』ことエリザベス・コンウェイ特務中尉のサポートのもと、ラッシュは調査のため、W.O.L.F.のアジトと思われるカリフォルニア第5埠頭に向かう。
埠頭周辺から潜入し、W.O.L.F.構成員を制圧していくラッシュだったが、第5埠頭にてW.O.L.F.とは別の高度に訓練された謎の部隊とおびただしい数の虫のような生物による襲撃を受ける。

W.O.L.F.と謎の部隊との三つ巴となりながらも、ラッシュはそれらをどうにか切り抜け、W.O.L.F.のリーダーを倒し、本取引が午後にサンフランシスコで行われるという情報を入手する。

直後にラッシュは、その虫が米軍の開発した極秘生物兵器『テラーバイト』である事と、VSSEの介入が既に謎の部隊にキャッチされ、エージェントが到着するカリフォルニア州の国際空港が襲撃されることを知る。
そしてアメリカに到着したVSSEエージェントのジョルジョ・ブルーノとエヴァン・ベルナールの2人も、国際空港でラッシュと同じ謎の部隊の襲撃を受けてしまう。

ラッシュと合流したエージェント達は、彼からその虫が『テラーバイト』と呼ばれる生物兵器であり、彼もこの不正取引を捜査していることを聞く。

捜査を続けるうちに3人は、敵の正体が米軍の極秘特殊部隊『ハーメルン大隊』であること、この事件はアメリカ合衆国最大の危機の一環にしか過ぎない事実を知る。

### ステージ
プロローグ・ステージ1
- プロローグ…極秘兵器不正取引事件の捜査のため、空港に到着したVSSEエージェントのジョルジョとエヴァンだが、到着早々に謎のテロリスト達の奇襲を受ける。
テロリストを倒し脱出を試みる2人だったが、終盤ではテロリストが使用した極秘兵器に対し、袋小路に追い詰められる。
- エリア1…現場に駆けつけたラッシュにより危機を脱したジョルジョとエヴァン。一行はベスによる上空からのサポートを受けつつ、空港を脱出するためのヘリコプターがある整備室へと向かう。
- エリア2…ヘリコプターでカリフォルニア州ビル街の不正取引現場へ到着した一行は、ヘリの搭載武装で敵の対空車両、攻撃ヘリを撃破しつつ、不正取引の物品を運んだ大型トラックを追う。
- エリア3…トンネルに逃げ込もうとするトラックの後輪をキャビンから狙撃して停止させた一行は、交差点上で不正取引事件の首謀者:マーカス･ブラック大尉と交戦する。

ステージ2
- エリア1…マーカス達がぶら下げていたドッグタグから、今回の事件の敵の正体が、アメリカ軍の極秘部隊「ハーメルン大隊」であることが判明、詳細な調査が行われる事となった。
翌日夜明け前、一行はヘリコプターでワイオミング州の国立公園に設営された極秘生物兵器研究所に向かうが、道中ハーメルン大隊の対空ミサイルによって撃墜されてしまう。
どうにか難を逃れた3人は、国立公園に続く洞窟内で待ち受けていたハーメルン大隊の兵士達と交戦する。最後は、流砂に巻き込まれた状況でテラーバイトを排除しつつ這い上がることになる。
- エリア2…洞窟を抜け、国立公園の森林間欠泉地帯まで辿り着いた一行。研究所へ向かうため、ハーメルン大隊によって築かれた複数の防衛線を突破することになる。
- エリア3…たどり着いた研究所の資材倉庫でハーメルン大隊幹部:ジャック･マザーズ中尉と戦闘。ジョルジョとエヴァンは格闘戦にもつれ込んだラッシュの援護射撃をすることになる。

ステージ3
- エリア1…ハーメルン大隊に攻撃されたコロラド州の空軍基地。ジョルジョとエヴァンはコロラド州軍兵士達と彼らの支援の為ヘリから降りたラッシュをヘリからの機銃掃射で支援する。
終盤、無人ステルス爆撃機が地下滑走路から多数出撃してしまう。その直後、VSSEの宿敵である伝説の殺し屋:ワイルド･ドッグが現れ、ジョルジョとエヴァンの乗ったヘリを墜落させようとする。
- エリア2…ワイルド･ドッグを追い基地施設に突入したジョルジョとエヴァン。数十分後、辿り着いた格納庫内でワイルド･ドッグとハーメルン大隊の兵士達との死闘を繰り広げる。終盤では、ワイルド･ドッグの罠に2人は掛かってしまう。
- エリア3…ワイルド･ドッグの自爆により、基地最下層の無人ステルス爆撃機管制施設へ落下したジョルジョとエヴァン。ハーメルン大隊の兵士達に囲まれ、窮地に陥るが、直後にラッシュ率いるコロラド州軍部隊に助けられる。
ラッシュらの援護の下、2人はハーメルン大隊総隊長:グレゴリー･バローズ中佐と銃撃戦を展開する。終盤では爆撃機による首都への攻撃を阻止するため、大勢の州兵と共にグレゴリーと戦う。

#### フルミッションステージ紹介
家庭版オリジナルの『フルミッションモード』でのストーリー。
ステージ1終了後、謎の部隊の正体を上層部に問い質したラッシュは、極秘部隊である『ハーメルン大隊』の存在を知ることになる。直後に第18ダムがハーメルン大隊に占拠されたことを知り、第18ダムに向かう事となる。
ダム内部の狭い空間、暗所で襲撃してくるハーメルン大隊、テラーバイトに苦戦しつつも発電施設に到着したラッシュを待ち受けていたのは、極秘部隊に課せらせた過酷な運命を語る、大隊幹部:フランク・マザーズだった。
ステージ2終了後、コロラド州空軍基地の地下施設でワイルド・ドッグを追うVSSEエージェントとは別のルートで、ラッシュと州軍部隊はハーメルン大隊を掃討、エージェントの活路を開く。
道中、ガス漏れが発生し、銃火器が使えず、ナイフでの白兵戦を強いられながら、ラッシュと州軍部隊は深部へと向かっていく。
VSSEがワイルドドッグと交戦しているその一方で、基地の格納庫でハーメルン大隊と戦うラッシュの前に、ワイルド・ファングが立ちはだかる。多くの州兵が見守るなか、ラッシュとファングは一対一での戦闘を繰り広げる。

## 武器

### メインウェポン
ハンドガン（アーケード）
国際特殊諜報機関VSSEに制式採用されている拳銃で、ゲームの主力武器。一発の威力が高く、ボスを9発～20発程度で1回怯ませる（ゲージを1本分無くす）ことが可能。
装弾数は9発で、ペダルを離して隠れることにより、弾倉を交換して再装填する。再装填の回数は無制限。銃身の下にはフラッシュライトが装着されており、本作ではステージ2-1でこのフラッシュライトを使う。

### サブウェポン
アーケードモードでは、前作『タイムクライシス3』に引き続き、使用する銃を切り替える「ウェポン・セレクト・システム」が導入されている。

サブウェポンには弾数制限があり、一般兵（黄服）を倒すことで弾薬を補給できる。

テラーバイトと戦闘する攻撃ポイントでは、グレネードを除く各種武器の弾薬が規定数以下だった場合、ラッシュ大尉が補給してくれる。

ガンコンFPSモードでは、敵が落とした弾薬や道中に落ちている物を拾って補給する。最大数を超えて拾うことは出来ない。銃に装着されているフラッシュライトも、暗所において自動で使用される。
マシンガン（H&K G36C）
引き金を引き続けることで自動連射可能な、ストックレスのサブマシンガン。最大所持弾数は300発。
多数の敵兵を掃討するのに有効だが、1発の威力がハンドガン1発と同じだった『3』の3分の1程度に低下しており、耐久力を持つ敵にはあまり向かない。
一般兵（黄服）を倒す以外に、強化装甲兵を倒すとバックパックに残っている弾薬を99発奪取出来る。
ガンコンFPSでの装弾数は70発で、最大500発まで所持できる。距離が開いているほど、威力が低下する。
ショットガン（モスバーグM590）
一度に多数の弾丸を撃ち出す、ストックレスの散弾銃。最大所持弾数は50発。
複数の弾丸が命中することで至近距離では絶大な威力を発揮するが、連射速度は『3』よりも遅くなっている。
ガンコンFPSでの装弾数は8発で、最大48発まで所持できる。一発ずつ再装填を行う方式で、最大数まで装填しなくても撃つことが出来る。
グレネード（M79 グレネードランチャー）
ストックレスのグレネードランチャーを用いて発射する小型榴弾。最大所持弾数は5発。
車両やボスなど、耐久力の高い物に大きな効果を発揮するほか、強力な爆風で敵兵の集団を一掃できるが、その分補充もされにくい。

### 特殊ウェポン
特定のステージや特定のポイントでのみ使用可能な武器。
マウンテッドマシンガン（アーケード）・固定機銃（ガンコンFPS）（ブローニングM2重機関銃）
ヘリコプターに搭載されている重機関銃で、防弾盾が付いている。装弾数は無限。
ステージ1-2ではジョルジョ（1P）が、ステージ3-1ではエヴァン（2P）が使用する。
フルミッションモードのガンコンFPSステージでは、弾数無限の銃座が登場する。
オートマティックキャノン（Mk19 自動擲弾銃）
榴弾を連射する自動擲弾銃。ヘリコプターに搭載されており、防弾盾が付いている。装弾数は無限。
ステージ1-2ではエヴァン（2P）が、ステージ3-1ではジョルジョ（1P）が使用する。
連射速度はマウンテッドマシンガンに劣るが威力が高く、着弾点で爆発を起こすため攻撃範囲が広い。
スナイパーライフル（Mk 12 Mod 0 SPR）
狙撃銃。ヘリの中に搭載されており、ステージ1-2の最後で、不正取引品を運搬する大型トレーラーのタイヤを狙撃する際に使用する。
装弾数は2発で、ハンドガン同様に再装填はペダル操作で行う。『3』の狙撃ステージのようにスコープそのものを操作する必要は無く、自動でトレーラーに合わされる（ただし、非常にぶれる）。
ヘビーマシンガン（ミニミ軽機関銃）
トレーラーに搭載された機関銃。ステージ1-3（ボス戦）の途中、証拠隠滅のためトレーラーに迫ってくる敵の集団との戦闘で使用。装弾数は無限。

### ガンコンFPS専用武器
ハンドガン（ガンコンFPS）（H&K MARK 23）
ラッシュ大尉の使う米軍特殊部隊仕様の拳銃。装弾数は16発で、最大320発まで持てるが、補給にはアイテムを拾う必要がある。
VSSEのハンドガンと同じく、一発の威力が高い。銃身の下に装着されているフラッシュライトは、暗所において自動で使用される。
ちなみにハーメルン大隊の一般兵やコロラド州軍、W.O.L.F.構成員が使用している拳銃もこれで、ムービー以外ではフラッシュライトは装着されていない。
グレネード（ガンコンFPS）（H&K HK69ベースの架空銃）
上下二連式となっており、装弾数も2発となっている。最大6発まで所持できる。再装填は一発ずつ行う方式で、最大数まで装填しなくても撃つことが出来る。
ナイフ
白兵用のナイフ。他の武器の弾薬が尽きた時にこれで戦うほか、画面に貼り付いたテラーバイトの排除にも使われる。車両も破壊できる。
フルミッションモードチャプター12では、ガス漏れのなか銃器が使えず、プレイヤーはナイフ、敵兵は斧を持ち出して戦う。
ほとんどの敵兵を一撃で倒すが、ボス等の耐久力の高い敵には、小さなダメージしか与えられない。
手榴弾（マークII手榴弾）
投擲して使用する。最大6個所持出来る。視線を上に向けると、より遠くに投げられる。
投擲に失敗して自分に爆風が当たっても、ダメージはない。
UPD
対テラーバイト用の超音波パルス兵器。
使用すると、強力な超音波パルスで周囲のテラーバイトを行動不能にする。最大5つ所持出来る。
盾
フルミッションモードクリアで使用出来るようになる半透明の防弾盾で、ガンコンを右に傾けることにより構える。盾を構えている状態で左に傾けると、武器を構える。
正面からの攻撃を全て無効化し、耐久力は無制限だが、攻撃を受ける度に傷が付き、視界が悪くなる。
扉を開けての突入や強行突破に有用だが、盾を構えている間は、武器を使用できない。

## 登場人物

### VSSE
あらゆる問題に対してエージェント（工作員）を派遣、解決する国際特殊諜報機関で、正式名称は、『Vital Situation, Swift Elimination』。

今回の『極秘兵器不正取引事件の捜査』には、ジョルジョ・ブルーノとエヴァン・ベルナールの2人 を送り込んだ。

#### VSSEエージェント（主人公）
〔〕内は英語版での声優
ジョルジョ・ブルーノ/Giorgio Bruno（1P側主人公）
声：三浦祥朗
茶髪で髭が濃いイタリア人。イタリア・シチリア島・パレルモ出身、29歳。NOCS（イタリア国家警察治安作戦中央部隊）出身。
あるマフィアの名家の生き残りで、組織壊滅時に警察官に養子として引き取られたという過去を持つ。クールで渋い性格。表向きにはミラノでレストランのシェフをしている。
使用する拳銃は文様が彫刻されたブラックスライドに、象牙製と思われるグリップが装着されており、基本的に拳銃は片手で構える。
エヴァン（2P側プレイヤー）が彼を撃つと、5000点の減点となる。
エヴァン・ベルナール/Evan Bernard（2P側主人公）
声：三浦祥朗
金髪のフランス人。
フランス・ルーアン出身、25歳。フランス海上憲兵隊出身・元海難レスキュー隊員。
大規模海難事故での実績が評価されてVSSEにスカウトされた。表向きの職業は鳶職だが、命綱をしないでいるらしい。
相棒のジョルジョとのコンビ歴はまだ1年ほどで、彼をオッサン呼ばわりする軽い性格だが、信頼も寄せている。
使用する拳銃はシルバースライドで、グリップはジョルジョと異なり黒色。基本的に拳銃は両手で構える。
ジョルジョ（1P側プレイヤー）が彼を撃つと、5000点の減点となる。

#### VSSE指揮官
VSSE指揮官/The Head of VSSE
声：郷里大輔
プロローグステージにのみ通信で登場する。ジョルジョとエヴァンの上司。

#### その他
X
クライシスミッションで新人VSSEエージェントを監視していた謎の男。正体はクライシスミッションを最後までクリアすれば判明する。

### アメリカ軍
米軍からは、『極秘兵器不正取引事件の捜査』に統合監察部のウィリアム・ラッシュ大尉を派遣。そのサポートには、統合作戦本部のエリザベス･コンウェイ特務中尉を任命する。

#### 米軍統合監察部
ウィリアム・ラッシュ大尉/Captain, William Rush（サブ主人公／フルミッションモードガンコンFPSステージ主人公）
声：大塚明夫
アイルランド系アメリカ人。テキサス州ダラス出身、33歳。統合監察部特殊実行部所属。
亡き陸軍中将の息子という、いわゆる軍閥エリートだが、彼自身は現場叩き上げの特殊部隊隊員である。
本作の2年ほど前から現在の部隊に所属しており、普段は国内外問わず様々な事態の解決に奔走している。大人2人を持ち上げられるほどの腕力を持ち、タフネスも兼ね備える。
愛国心が強く、母国に反乱を起こしたハーメルン大隊に対して激怒していた。少々融通が利かず、人前で感情をあらわにするのが苦手。
紫の戦闘服に肩当て付きボディアーマーを着用し、武器は主にMARK 23拳銃を使用。テラーバイト出現時は背負っているM590ショットガン、G36Cライフルを使い分ける。
プレイヤーが彼を誤射すると、1000点減点となる。

#### 米軍統合作戦本部
エリザベス･コンウェイ特務中尉/Lieut, Elizabeth Conway
声：鈴木麻里子
ミネソタ州出身、25歳。
ラッシュのオペレーターで、新型の管制機『XSWAC-12』に搭乗している天才女性士官。コールサインは『ベス（Beth）』。
空軍士官学校（コロラドスプリングス）在学中に発表した独自提唱の戦略・戦術理論が認められ、卒業後すぐに統合作戦本部入りした。
かなりのプロレスマニアでもあり、ラッシュとマザーズの格闘戦でプロレス技がでると技名を実況する。
ラリー・ガーフィールド中将/Lt Gen, Larry Garfield
声：鈴木泰明
眼鏡を掛けた、初老の黒人男性。ラッシュの上司で、彼に不正取引事件の捜査を命じる。
極秘事項であるハーメルン大隊とテラーバイトの存在を明かすことを渋っていたが、米軍兵士の関与を問いただすラッシュに情報を与えている。
今回の作戦の最高責任者でもあり、ワイオミング州の生物兵器研究所に向かう際、VSSEエージェント2人の同行に許可を出している。
デビッド・マクスウェル准将/Brig Gen, David Maxwell
声：大塚周夫
禿頭のアメリカ人。ラッシュの上司。ガーフィールド中将の副官。
ハーメルン大隊の存在が明るみに出ることを恐れ、ラッシュによる正規軍派遣要請を拒否し続けたのが災いして、生物兵器研究所から大隊のテラーバイト奪取をゆるし、コロラド州の空軍基地が襲撃されることになる。

#### コロラド州軍
コロラド州兵
コロラド州の州軍に属する兵士。
緑の迷彩服を着用しており、敵に比べてかなり軽装備、武器はMARK 23拳銃やG36Cライフルを使用する。
ステージ3にて、コロラド州の空軍基地がハーメルン大隊（反乱軍）に襲撃され応援として駆け付けていたが、テラーバイトの大群に対抗しきれず、加勢に入ったラッシュの指揮下に置かれる。
VSSEエージェント達のヘリからの支援のもと、ラッシュと共にハーメルン大隊およびテラーバイトと戦う。ステージ3-1とエンディングでヘリを操縦しているのも、コロラド州兵である。
ステージ3-3にて、グレゴリー・バローズ中佐が地下施設の上層部の無人ステルス爆撃機制御用コンピュータがあるバルコニーへの階段を爆破したとき、ラッシュの機転で、多数の州兵が組体操のピラミッドを組む要領で階段を作りVSSEエージェントたちの足場となった。
FPSステージでの無線より第4・27・132分隊の3部隊が出動したことがわかる。
州兵はプレイヤーが撃っても減点されない。クライシスミッションでは捕虜にされたり共闘したりするが、どちらも誤射するとミッション失敗となる。

### W.O.L.F.
正式名称：『Western Order Liberation Front』（西部開放指示前線）。欧州にある好戦的なテロリスト集団。『ハーメルン大隊』第3中隊のマーカス・ブラック大尉の取引先で、大量のテラーバイトを購入しようとしていた。
W.O.L.F.リーダー
声：小山力也
フルミッションモードチャプター1のボス。W.O.L.F.のリーダー。若草色のシャツとニット帽、ボディアーマーを装備し、サングラスを掛けている。
テラーバイト奪還のために送り込まれたハーメルン大隊の隊員を一掃したが、ラッシュを見付けるや否や、倉庫の屋上に逃亡した。直接対決時はG36Cライフルの乱射や、ダニ型テラーバイトを撒いて攻撃してくる。
最後はラッシュに敗北して死亡。ハーメルン大隊がVSSEの到着予定地である国際空港を襲撃するという情報が入った端末を回収された。
W.O.L.F.構成員
W.O.L.F.の構成員たちで、服装は何パターンか存在する。
攻撃方法はハンドガンの他に、サブマシンガン、携帯火砲で攻撃してくる。テラーバイト奪還兵が登場してからは、登場シーンは少ない。
W.O.L.F.リーダーとともにいた構成員たちは、リーダーと共にハチ型テラーバイトを操作し、大隊兵を撃退している。

### ハーメルン大隊
当初、軍隊並みの装備と高度な練度の構成員を擁する『テロリスト』と目されていた、今回の敵となる組織。

アメリカ軍兵士のドッグタグ（認識票）を下げていたことから、敵の正体がテロリストではなく、反乱を起こしたアメリカ軍の部隊であると判明した。
グレゴリー･バローズ中佐率いる、アメリカ軍の極秘生物兵器特殊部隊で、最上層部の一握りの人間だけが存在を知っている。

『極秘生物兵器特殊部隊』と呼ばれるが、ウイルスや病原菌ではなく、動物を調教、改造した生体兵器（動物兵器）を運用している。

アメリカ陸軍の指揮下にあるが、陸軍、空軍、海軍、海兵隊の4軍統合で、選抜された優秀な隊員で構成されており、非合法的な実験や任務を専門に行っている。

1950年代に創設された実験部隊を前身としており、『動物による後方支援』を主な活動としてきたが、90年代になって『改造生物による戦闘』に転向する。
今回の事件では、大量の生体兵器『テラーバイト』を奪取、コロラド州空軍基地を襲撃し空軍が試験していた最新鋭の無人ステルス爆撃機『XA-60-Ex』を強奪。

核弾頭搭載巡航ミサイルで、アメリカ全土の主要都市を爆撃、アメリカ合衆国を壊滅させるという計画を目論む。

テラーバイト不正取引事件は、幹部であるマーカス・ブラック大尉の独走によるもので、ハーメルン大隊の計画にはないものだった。
部隊章には、『ハーメルンの笛吹き男』に登場する、動物を誘導する笛が描かれている。『ハーメルン大隊』は通称で、正式名称は不明（ただしフルミッションモードにおいてラッシュに部隊の名を問われたガーフィールド中将は「陸軍・生物兵器部隊、通称ハーメルン大隊だ。」と答えている）。

#### ハーメルン大隊幹部（ボスキャラクター）
マーカス・ブラック大尉/Captain, Marcus Black
声:江川央生
38歳。ステージ1のボス。ハーメルン大隊第3中隊隊長。
フード付の黒いジャンプスーツに縞模様のチョッキを着て目元以外の顔を隠した痩せ型の男。了見が狭く人望も薄い。
任務と扱いの釣り合いの無さから、自分の部下達と共にハーメルン大隊を裏切り、独断で『WOLF』とのテラーバイト不正取引事件を指揮していたが、派手に動きすぎたため軍部とVSSEの両方に目をつけられる羽目になる。
不正取引品を運搬している大型トレーラーでカリフォルニア州の市街地を逃走するが、VSSEエージェントにより、大型トレーラーのタイヤを狙撃され横転し、一般車両を巻き込む大事故を起こす。証拠を確保しようとしたVSSEエージェントとラッシュに対して商品であるテラーバイトを渡すまいと部下を率いて市街地の路上で交戦。
VSSEエージェントとラッシュの銃撃でトラックから追い出されたことで、商品のテラーバイトを諦め、VSSEエージェントとラッシュごとテラーバイトを始末するために部下達と共にトラックを破壊しようと企むが、トラック内の証拠をラッシュに確保された上に部下はVSSEエージェントの銃撃で全滅。最後は逃走を図るが、VSSEエージェントとラッシュの銃撃で倒される。
その際に彼の素顔が露になり、マーカス達がぶら下げていたドッグタグから、今回の事件の敵の正体がアメリカ軍の極秘部隊「ハーメルン大隊」であることが判明した。
片手で大型ライフルバレットM82（ゲーム中では"対戦車ライフル"と呼ばれる）を射撃し、手首に装着したフック付ワイヤーで乗用車を投げ付ける腕力の持ち主。フック付ワイヤーを物に引っ掛け、遠心力を利用して振り子の如く、軽やかに移動する。
ダニ型テラーバイトまたはハチ型テラーバイトを使用するが、ラッシュがトラック内の証拠を確保しようとする際のマルチスクリーンバトル成功でダニ型テラーバイト、失敗でハチ型テラーバイトを使用する。なお、成功と失敗ではマルチスクリーンバトル終了時のムービーも異なる。
ジャック・マザーズ中尉/Lieut, Jack Mathers
声:郷里大輔
33歳。ステージ2のボス。ハーメルン大隊第2中隊隊長。尖った形の耳が特徴。
フランク・マザーズの双子の兄。頑固で融通が利かないが、過去にグレゴリーに命を助けられた経験があるため、グレゴリーへの忠誠心は非常に強い。
灰色の帽子に、ハーメルン大隊の部隊章が描かれた茶色いTシャツに都市迷彩模様の半ズボンを着用。首に下げているPDAの様な端末はテラーバイトと同士討ちしない為の識別装置でありW.O.L.F.も利用している。
ワイオミング州の国立公園に極秘裏に設営されていた生物兵器研究所でテラーバイト奪取作戦を指揮しており、資材庫でVSSE一行を待ち受けていた。この時、葉巻を吸っていたが、家庭版では葉巻を吸っていない。
2連装のミニミ軽機関銃と手榴弾を投げる他に、プロレス技を基板とした体術で闘う。得意技はラリアットやF-U（WWEのジョン・シナが使用するアティテュード・アジャストメント（変形デスバレードライバー）の旧名）で、投げ技を使用する際はVSSEエージェント達も巻き込もうとする。カマキリ型テラーバイトを使用。ハーメルン大隊幹部の中で率いる部下が最も少ない。
最初はVSSEエージェントとラッシュと銃撃戦を繰り広げていたが、ラッシュがジャックと格闘技で襲い掛かろうと考え、VSSEエージェントがジャックをラッシュが隠れていた場所に銃撃で誘導される。そこからラッシュと格闘戦を繰り広げながら、VSSEエージェントと銃撃戦を行う。昔はアメリカ合衆国に愛国心と忠誠心を持っていたが、ラッシュの説得にも全く聞く耳を持たなかった。ラッシュとの格闘戦は有利に進めたが、VSSEエージェントの援護射撃により転倒。そこにラッシュのアッパーカットを受けて昏倒する。研究所にテラーバイトが無いことを知ったVSSEエージェントとラッシュに、空軍基地襲撃が始まっているのを告げ意識を失う。
格闘戦開始時 およびリザルト画面でゴングが鳴る。
フランク・マザーズ/Frank Mathers
声:郷里大輔
フルミッションモードチャプター7のボス。ハーメルン大隊幹部。
ジャック・マザーズ中尉の双子の弟で耳の特徴も同じ。グレゴリー個人への忠誠心が強い兄とは違い、ハーメルン大隊そのものに忠実であり、クーデターを起こした理由を、怒りを込めてラッシュに語っていた。
またテラーバイトをテロリストに売ろうとしていた裏切り者のマーカスのことも「端金に目が眩み土壇場で裏切ったクズ野郎」と激しく非難している。
緑色の帽子にハーメルン大隊の部隊章が描かれた緑色のTシャツ、都市迷彩模様の半ズボンを着用していて、左目に眼帯を掛けており、首にPDAのような端末を下げている。両足にパワードスーツを装備しており、瞬間移動を可能としている。
大型レールガンで戦うが、脚部パワードスーツと合わせて電力消費が激しく、ダムの発電設備を利用して充電を行う。
最後はラッシュの度重なる攻撃で深手を負い、最後の力を振絞ってダムの爆破スイッチを押し、情報を記録したHDDを破壊。直後に発生した崩落に巻き込まれ戦死する。
グレゴリー・バローズ中佐/Lieutenant colonel, Gregory Barrows
声:江川央生
48歳。ステージ3-3で登場する最終ボス。ハーメルン大隊総隊長で本作の一連の事件の首謀者。
目的のためならば全手段が正当化されると考えている権謀術数主義的な性格で、権限が低く冷遇されているハーメルン大隊の存在価値を示すために反旗を翻し、アメリカ合衆国壊滅を図った。
上半身裸で刺青を入れ、左目には不気味に光る赤い義眼を入れている。コロラド州の空軍基地の地下施設の最深部で待ち構えており、アメリカ全土の主要都市を爆撃すべくXA-60-Ex無人ステルス爆撃機を発進させていた。
大型拳銃のデザートイーグルを二丁拳銃で射撃する他、全てのテラーバイトを従え、部下共々銃撃してくる。しかし、VSSEエージェントとラッシュ率いるアメリカ軍の銃撃で部下達と全てのテラーバイトが全滅。本人も追い詰められ、地下施設の上層部の無人爆撃機制御用コンピュータがあるバルコニーに逃げ込み、そこに通じる階段を爆破した。だが、コロラド州兵が集合して自分達の身体で階段を作り、それを登ったVSSEエージェントに追撃される。
最終決戦ではバルコニーに備え付けられた2基のレーザー照射装置を使い自らも銃撃するが、VSSEエージェントに2基のレーザー照射装置が破壊された上に本人もVSSEエージェントの銃撃を受け散った。

#### ハーメルン大隊協力者（ボスキャラクター）
ハーメルン大隊の総隊長、グレゴリー・バローズ中佐とどのようなつながりがあるか不明だが、VSSEの宿敵ともいえる2名が反乱に協力している。
あくまで、協力者のためテラーバイトは操作していない。
ワイルド・ドッグ/Wild Dog
声：不明 ＊…日本語版音声の声優は、公式サイトでは、『???』と表記されている。
国籍も年齢も不詳の伝説の殺し屋。
ステージ3-1、3-2のボス。クライシスゾーンを除くシリーズ全作品に登場している（詳細はタイムクライシスシリーズのワイルド・ドッグを参照）。
丸いレンズのサングラスを掛け、黄色いカッターシャツ、赤いバラの絵が入った純白のネクタイを着けている。身体には更なる改造手術を施し、モーゼルC96拳銃を愛用する。
ステージ3-1の終盤にて登場。フック付きワイヤーをVSSEエージェント達の乗るヘリに引っ掛け、監視塔に激突させようとするも失敗。ステージ3-2で格納庫に逃げ込み、左腕の義手の武器と格納庫に仕掛けた罠でVSSEエージェントを苦しめる。最後はトラクタービームで周囲の物体を操り攻撃するが銃撃を受けて昏倒、トラクタービームが暴走して周りの物体を引き寄せ押し潰されたが、最後の力を振絞って自爆。
今回は字幕で、平仮名表記すべき部分が全て片仮名になっており、日本語音声では外国人訛りの日本語を喋るが、最初の台詞だけ「Eat this（喰ラエ）!!」と英語で喋る。他のボス達とは異なり、日本語吹き替え版でも戦闘中は英語を多用している。この設定は、改造手術のし過ぎで口調が片言になってしまったからである。
ワイルド・ファング/Wild Fang
声：戸部公璽
国籍も年齢も不詳。フルミッションモードチャプター14のボス。アーケードモードには未登場。前作『3』で初登場したワイルド・ドッグの後継者。
本作のアーケード版では登場していなかったことから『3』で死亡したと思われていたが、実際は気絶していただけだった様で、改造手術 でサイボーグとなり、ラッシュの前に立ちはだかる。
丸いレンズのサングラスを掛けており、桃色のカッターシャツに、白いネクタイをしている金髪の男。登場時、背中に金色で『牙』とプリントされた特攻服を着ていた。日本語版音声では、ヤクザのような口調で喋る。
ラッシュがコロラド州兵とともに、ハーメルン大隊に占拠された空軍基地を攻略している際、突然現れる。得意の足技で多数の州兵を吹き飛ばし、その区画をフェンスで閉鎖させたうえで、ラッシュに決闘を仕掛ける。
ワイルド・ドッグ同様、右足の義足にトラクタービームを装備し、周囲の物体を浮かせ、蹴り飛ばしてくる。また、『ウルフキック』という狼の顔を象ったエネルギーを左足に纏った飛び蹴りを繰り出す。その他に、回し蹴り、モーゼルC96で攻撃してくる。
追い詰められると、トラクタービームを放ちながら自分の体を独楽のように回転させて竜巻を作り出し、周囲の物体を巻き込んで体当たりする『タイフーン』（英語版では『トルネード』）を仕掛けてくる。
最後はラッシュの度重なる攻撃を受け怯んだ隙に右回し蹴りを喰らい吹き飛び、さらにワイルド･ドッグの自爆の爆風で地下施設の最下層に落とされ、カタパルトから発進した直後の無人ステルス爆撃機に撥ね飛ばされた。

#### ハーメルン大隊員（一般兵）
ハーメルン大隊に所属する米軍兵士。

攻撃が命中すれば一撃で倒せるが、頭上にライフゲージが表示され、数回の攻撃に耐える兵士もいる（この場合、ゲーム上ではライフゲージが表示される。ここでは「耐久力がある」と表現している）。

また、プレイヤーがダメージを受ける攻撃のことを『命中弾』と表現する。兵士の名称については公式発表されていないので、ここでは見た目、役割等から判断した名称で呼ぶ。
一般兵（白服）
最も多く登場するハーメルン大隊の兵士。戦闘以外にジープの運転や戦闘ヘリの操縦も行う。
白いデジタル都市迷彩 の戦闘服とACHヘルメット、フェイスマスク、ゴーグル、グレーの防弾アーマー、右太腿にホルスター、膝当て、左腕と肩には部隊章が描かれたテラーバイトの敵味方識別装置と思われる緑の小型機器を装着している。
この兵のみ4種のグラフィックパターン（黒人、白の目出し帽にゴーグル未着用、素顔にフェイスマスクとゴーグル装備）の違いが存在するが、見た目が異なるだけで能力や得点は一緒である。
ヘリステージ(1-2、3-1)にも登場し、的が小さい故に戦闘ヘリや対空車両よりも得点が高くなっている。ステージ3-3では背景のみに登場し、プレイヤーとは交戦しない。
主な武装はMARK 23拳銃だが、胸にバリケード破壊用のトマホークも装備し、接近戦や遠投 を行い（設定画では、ナイフと予備マガジンも装備している）、一部の兵士はポリカーボネート製の防弾盾を装備している。その他、搭乗するジープの搭載機銃による銃撃も行ってくる。クライシスミッションでは、木箱やタンクを投げつけたり蹴り飛ばしてくる(オープニングムービーでは発煙手榴弾も使用している)。
一般兵（赤服）
通称『赤兵』。外見は赤一色の戦闘服以外、武装も一般兵（白服）の基本タイプと同一。
「赤い服の敵兵は、いきなり攻撃を当ててくる」というシリーズの伝統通り、画面外や物陰から突然現れて命中弾を撃ってくる。
出現してこちらを狙った始めの1発は必ず命中弾になる。命中率自体もかなり高く、2発続けて命中弾を放つ事もある。ガンコンFPSステージに登場する者も命中率が高く、倒すと一般兵（白服）よりも多くハンドガンの弾を落とす。
一般兵（黄服）
通称『アイテム兵』。倒すとサブウェポンの弾薬を入手できる。外見は黄一色の戦闘服以外、武装も一般兵（白服）の基本タイプと同一。
最大3発まで撃ち込むことが可能で、撃ち込んだ数に応じて、入手できるサブウェポンの弾薬が増える。本作では2人プレイ時に倒すと、両方のプレイヤーに弾薬が補給されるようになった。
ガンコンFPSステージに登場する者は、倒すとショットガンの弾のみを落とす。
隊長兵
部隊長クラスの兵士。外見は黒のデジタル都市迷彩であること以外、武装も一般兵（白服）の基本タイプと同一。
攻撃の命中率は高く、基本的に各攻撃ポイントで2~4名程度の部下を連れながら登場する。ステージ3-3では一般兵（白服）に代わり登場する。
アーケードモードでは耐久力は無いが、ガンコンFPSステージではハンドガン3発分の耐久力を持ち、サブマシンガンを装備している者もいる。
特技兵
武装はカールグスタフ砲及びマークII手榴弾。ハンドガン3発分の耐久力を持つ。
外見は緑のデジタル迷彩の戦闘服とヘルメットに赤の「W」が描かれていること以外、一般兵（白服）の基本タイプと同一。
攻撃の命中率は高い。本作ではバズーカの砲弾は撃ち落とすことが可能で、プレイヤーに命中する手榴弾は投擲時に赤く光るようになった。
狙撃兵
ガンコンFPSステージのみ登場。高台から狙撃銃でラッシュを狙撃してくる。
かなり遠方に居るために狙いにくく、射撃は単発だが威力は高い。
テラーバイト制御兵
一般兵（白服）と同じ戦闘服とヘルメットに、赤いゴーグル型HUDと防弾アーマー、背中にテラーバイトを制御する専用の携帯型無線機を装備している。
攻撃の命中率は高く、装備しているG36Cライフルをプレイヤーに対して正確に連射してくる。防弾盾で防御していることに加え、ハンドガン3発分の耐久力を持つ。
どのモードでも、テラーバイト操作兵を倒すと周囲のテラーバイトを全て無力化できる。
強化装甲兵
白いデジタル都市迷彩の最新鋭強化装甲服（米軍が開発したパワードスーツの一種）を着用した隊員。
動きは鈍重だがミニミ軽機関銃の乱射や、銃で殴りつけて攻撃してくる。グレネードの直撃も一発までなら耐える。
攻撃し続けると装甲が破損し、残り耐久力が少なくなれば、ダメージを与える度によろけるようになる。至近距離でショットガンを撃ち込むと転倒し、大きな隙が生まれる。
アーケードモードでの出現数は最大4名と少ないが、フルミッションモードのガンコンFPSステージでは多数出現する。
アーケードモードでこの兵士を倒すと、バックパックに所持していたマシンガンの弾が99発入手できる。
テラーバイト奪還部隊
ガンコンFPSステージ、カリフォルニア州第5埠頭のみに登場。
他のハーメルン大隊の一般兵と異なり、黒の戦闘服とヘルメットを着用し、部隊章が入った小型通信機器や一部装備は着用していない。
ハンドガンの他に、サブマシンガン、携帯火砲、狙撃銃で攻撃してくる。
一部の兵はW.O.L.F.の返り討ちに遭って羽虫型テラーバイトで襲われ、W.O.L.F.構成員に倒されている。

## 登場兵器

### テラーバイト/Terror Bites
グレゴリー･バローズ率いるハーメルン大隊によって奪われた虫型極秘兵器。アメリカ軍が、虫を遺伝子改造することによって生み出した。

個体の暴走による相次ぐ実験中の事故、実験室から脱走した個体による環境破壊や島をひとつ消し去るといった事故から、開発は中止されていた。
『テラーバイト』は生体兵器（動物兵器）そのものの通称で、スカラベ型、ハチ型、ダニ型、カマキリ型の4種類が確認されている。

カマキリ型以外は全て小型で、わずかな隙間からも建造物に侵入することができる。
使用する際は2本のアンテナが付いた専用のバックパック型無線機を使用し、本体から右手付近まで伸びるジョイスティック型の操作器具で動作を制御する、この際にノイズのような独特の制御音が聞こえる。
W.O.L.F.は首または衣服に下げるタイプの音楽プレイヤーの様な識別装置を使用しており、作中ではこれを装着せずに不用意にスカラベ型を開放した結果、自身らが餌食となったメンバーもいる。
超音波パルス兵器UPDを使えば、周囲のテラーバイトを一掃出来る。アーケードモードではボスキャラの体力ゲージを0にしたり、テラーバイト制御兵を倒すことで全滅させることが出来る場面がある。
スカラベ（フンコロガシ）型テラーバイト
おびただしい数で床や天井、壁を這い、目標に飛びついて噛み付く。取り付かれるとライフマークの下にゲージが現れ、噛み付かれるとゲージが減る。ゲージが無くなると、ライフを1つ失う。マシンガンによる掃射が有効。
ハチ型テラーバイト
多数で集結して飛行し、目標に襲いかかる。スカラベ型テラーバイトと同じく、取り付かれて攻撃されるとライフマークの下にゲージが現れ、針で刺されるとゲージが減る。
ゲージがなくなる前に全て排除しないと、ライフを1つ失う。ひと塊になった所にショットガンを撃ち込むのが有効。
ダニ型テラーバイト
体を膨らませ、自爆して攻撃する。小型の個体が2匹1組で現れるが、ステージ3-3のみ大型の個体が1匹で現れる。ガンコンFPSでは一度に多数登場する。耐久力が高く、マシンガンが有効。
カマキリ型テラーバイト
動きが早く、前脚の鎌で攻撃してくる。他のテラーバイトと異なり、鎌の攻撃を受けると即座にライフを1つ失う。ハンドガン約4発で倒せる。
本体を撃破すると腹部から3匹の子カマキリ（1体倒すと50点加算）をバラ撒き、一斉に襲撃してくる。子カマキリの耐久力はハンドガン一発分で、約3回攻撃されると、ライフを1つ失う。

### その他の兵器
XSWAC-12
「たった一機で、全ての米軍の全部隊を指揮出来る」と形容される高性能を持つ、新型警戒管制機の試作機。
「ボーイング747-400」を母体に、AWACS機「E-3」「E-767」の機能を移植した様な外見を持つ。また、試作機ながらもアメリカ空軍の所属機という扱いらしく、エンディングムービーでは左側面に「US AIR FORCE」と記載されているのが確認できる。
エリザベス･コンウェイ特務中尉がオペレーターとして搭乗し、デビッド・マクスウェル准将が全体指揮を執るために同乗した。
ガンコンFPSモードでは、ラッシュの乗っていた輸送ヘリを遠隔操作し、崩壊しつつあるダムからラッシュを救出している。
XA-60-Ex
コロラド州の空軍基地襲撃の際、ハーメルン大隊によって奪われた最新鋭の無人ステルス爆撃機。英語版音声では、『UCAV（無人戦闘機）』と呼称されている。
独立したシステムで制御されていて、外部から完全に隔離されているため、クラッキング（ハッキング）は不可能。空軍が試験運用をしていた。カタパルトを備えた地下施設から発進する。
グレゴリー･バローズによって、全米の主要都市を爆撃するようコントロールされ巡航ミサイルも発射されてしまうが、寸前にVSSEエージェントの手で専用のコントロール装置を操作されたことで全機が帰還し、発射された巡航ミサイルも、着弾直前に自爆した。
ステージ3-1で、コロラド州の空軍基地の地下滑走路から多数が飛び立っており撃墜すると1機につき10000点が加算される。
強化装甲服
詳しくは、強化装甲兵の項を参照。
自走高射機関砲・自走対空ミサイル
部隊の防空のために配備された、ハーメルン大隊の対空車両。
HEMTT軍用大型トラックに対空火器を搭載したもののほか、ステージによってはストライカー装甲車に対空火器を搭載したものが登場する。
ガンコンFPSステージでは、8連装のミサイルポッドを装備した、緑色の装輪装甲車が登場。
固定式対空ミサイル
ガンコンFPSモードにのみ登場。ハーメルン大隊の防空ミサイルで、3発の大型対空ミサイルを装備している。ダムと周辺の渓谷に配備されており、XSWAC-12を牽制した。
時限爆弾を仕掛けることで、破壊することが出来る。
戦闘ヘリコプター
米軍及びハーメルン大隊が所有する戦闘ヘリコプターで、外見はOH-58C カイオワに酷似している。
火力支援用として機関砲、ミサイルランチャーを装備しており、ヘリステージ（1-2、3-1）の敵として登場する。
輸送ヘリコプター
米軍及びハーメルン大隊が所有する輸送ヘリコプターで、外見はUH-1N ツインヒューイに酷似している。
人員輸送用の為、武装は機首下に搭載されたブローニングM2機関銃のみ。
ヘリステージで主人公らが追加武装を搭載した個体に搭乗する他、ガンコンFPSステージの敵としても登場する。
ジープ
米軍及びハーメルン大隊やW.O.L.F.が所有している軽車両で、外見はハンヴィーに類似している。
ブローニングM2機関銃で武装している。『3』よりも僅かに高い耐久力を持ち、グレネードでなければ一撃で破壊出来ない。破壊すると5000点入る。
アーケードモードではステージ2-2にのみ登場し、ほとんどは単なるオブジェだが、中には間欠泉の蒸気爆発に巻き込まれ、その衝撃でこちらに飛んでくるものがある。
トラップ
ワイルド･ドッグが、コロラド州の空軍基地の格納庫に仕掛けていた罠。以下の二種類が存在する。
- 戦闘機トラップ

駐機されていた戦闘機(機種不明)に搭載されているミサイルを二発同時に発射する。ミサイルには耐久力があり、破壊すると10000点加算される。グレネードを使うと一撃で両方破壊出来る。
- 壁トラップ

金網で閉じ込められた状態で、壁が3方向から迫ってくる。正面の壁には戦闘機のジェットエンジンが並べられ、左の壁には戦闘機用のミサイルが積み込まれ、右の壁には高電圧が流れる鉄杭が仕込まれている。
セントリーガン
ガンコンFPSステージのみ登場する。基地内部防衛用のガトリング機関砲。天井に据え付けられている。セントリーは、英語で歩哨を意味する。
侵入者に対して自律制御で攻撃を行うが、コロラド州の空軍基地がハーメルン大隊によって占拠されたため、基地奪還に向かった州兵とラッシュを攻撃する。
トラクタービーム
ステージ3-2終盤でのワイルド・ドッグが左腕の義手に嵌め込んで使用していた兵器。ガンコンFPSでのワイルド・ファングの右足の義足にも装備されている。
光線で捕えた物体を停止させ、牽引する機能がある。フォークリフトやコンテナ等の重量物を引き寄せ、投げつけてくる。
レーザー照射装置
ステージ3-3終盤に登場。コロラド州空軍基地の地下最深部の施設にある無人爆撃機制御用コンピュータのバルコニーに2基装着されている。
赤と青の2色のレーザーがあり、赤いレーザーはジョルジョ（1P）、青いレーザーはエヴァン（2P）を狙って攻撃してくる。
グレゴリー･バローズの体力ゲージを0にするとレーザーの照射を一時停止させることが可能。1基破壊した後は、残った側が赤と青のレーザーを交互に照射する。